# Lugubrilaria seccombei
Lugubrilaria seccombei is een slakkensoort uit de familie van de Fasciolariidae. De wetenschappelijke naam van de soort is voor het eerst geldig gepubliceerd in 2012 door Lyons.